# Ariel Silvio Zárate Riga
Ariel Zárate (Buenos Aires, 13 de juliol de 1973) és un futbolista argentí, que ocupa la posició de davanter. És germà del també futbolista Rolando Zárate.

## Trajectòria
Format al planter del Vélez Sarsfield, comença la seua carrera al Club Toluca mexicà. Després de passar pel Riccione italià, el 1997 fitxa pel Cadis CF, per aquella època a Segona B. Qualla una bona temporada amb l'onze gadità, i a l'any següent fitxa per l'equip veí del Màlaga CF.
Amb els mal·lacitans marca 3 gols en 28 partits, la meitat de suplent, i el Màlaga aconsegueix l'ascens a primera divisió. És cedit a l'Elx CF, on marca sis gols en 21 partits. L'any 2000 hi retorna a l'esquadra andalusa. Durant dos anys milita a la màxima categoria, gaudint de minuts però sense consolidar-se com a titular.
La temporada 02/03 recala al Xerez CD, on és titular i marca 11 gols, i a la campanya següent hi juga de nou amb l'Elx CF, on qualla dues temporades discretes.
A partir del 2005 retorna al seu país, on milita en equips modestos, com el Tristán Suárez, el Deportivo Morón o l'All Boys.